# ویرسهوپ
ویرسهوپ (به آلمانی: Wiershop) یک شهر در آلمان است که در هرتسوگتوم لاونبورگ واقع شده‌است.
 ویرسهوپ  ۱۶۷ نفر جمعیت دارد.